# Fernandezina gyirongensis
Fernandezina gyirongensis är en spindelart som beskrevs av Hu och Li 1987. Fernandezina gyirongensis ingår i släktet Fernandezina och familjen Palpimanidae. Inga underarter finns listade i Catalogue of Life.